# Artà

Położenie gminy na mapie Majorki

Artà (hiszp. Artá)  - miasto i gmina na Majorce, położona na wschodnim wybrzeżu wyspy  w comarce Llevant, zamieszkane przez 7113 mieszkańców (2008).

## Położenie
Artà znajduje się na północno-wschodniej części wyspy, około 60 km od stolicy Majorki, Palmy. Miasto leży na zachodniej części półwyspu Artà, na wschód od Zatoki Alcúdia, nad Morzem Śródziemnym.   

## Podział administracyjny gminy
W skład gminy wchodzą następujące miejscowości:
- Artà (6406 mieszkańców)
- Colònia de Sant Pere (483 mieszkańców)
- Betlem (51 mieszkańców)
- Montferrutx (114 mieszkańców)
- Sant Pere (34 mieszkańców)
- s’Estanyol (25 mieszkańców)